# Tan Jian
Dans ce nom, le nom de famille précède le nom personnel.
Tan Jian (née le 20 janvier 1988 à Chengdu) est une athlète chinoise, spécialiste du lancer du disque.

## Biographie
Son record est de 64,45 m obtenu à Wiesbaden le 12 mai 2012. Elle se qualifie pour la finale des Championnats du monde à Daegu en réalisant en qualifications 62,26 m. Son seul résultat significatif était une médaille de bronze aux Championnats du monde juniors d'athlétisme à Pékin en 2006.

### Palmarès
| Date | Compétition                   | Lieu    | Résultat | Performance |
| ---- | ----------------------------- | ------- | -------- | ----------- |
| 2006 | Championnats du monde juniors | Pékin   | 3e       | 56,09 m     |
| 2011 | Championnats du monde         | Daegu   | 6e       | 62,96 m     |
| 2013 | Championnats du monde         | Moscou  | 6e       | 63,34 m     |
| 2014 | Jeux asiatiques               | Incheon | 3e       | 59,53 m     |
| 2015 | Championnats d'Asie           | Wuhan   | 2e       | 62,97 m     |

### Records
| Épreuve          | Performance | Lieu      | Date        |
| ---------------- | ----------- | --------- | ----------- |
| Lancer du disque | 64,45 m     | Wiesbaden | 12 mai 2012 |